# Кладбище Порте-Санте
Кладбище Порте-Санте или кладбище Святых врат (итал. Cimitero delle Porte Sante), расположено в укреплённом бастионе монастырского комплекса Сан-Миниато-аль-Монте во Флоренции.
Впервые появившаяся в 1837 идея устройства кладбища внутри крепостных стен монастыря, построенных в XVI веке Микеланджело, была реализована 11 лет спустя архитектором Никколо Матасом, наиболее известным как автор фасада флорентийской базилики Санта-Кроче. В 1864 году архитектор Мариано Фальчини расширил территорию кладбища за счёт территории, окружающей базилику Сан-Миниато-аль-Монте и прочие монастырские строения. Зоны кладбища, построенные Матасом и Фальчини, неофициально называют соответственно Старым и Новым кладбищем Порте-Санте.
Увеличение территории кладбища потребовало изменения транспортной инфраструктуры. Несколько новых улиц вокруг монастыря были проложены Джузеппе Поджи. Он же построил монументальную лестницу, ведущую к базилике от проспекта Галилея.
На кладбище Порте-Санте похоронены многие знаменитые флорентийцы. В частности, здесь покоятся режиссёр Франко Дзеффирелли, писатели Карло Коллоди, Васко Пратолини, актёр Томмазо Сальвини и др. Большинство могил и надгробных памятников выполнены в неоготическом стиле.

## Известные личности, похороненные на кладбище
- Джузеппе Аббати (1836—1868) — художник;
- Либеро Андреотти[итал.] (1875—1933) — скульптор;
- Пьетро Аннигони (1910—1988) — художник;
- Пеллегрино Артузи (1820—1911) — писатель;
- Лазарь Берман (1930—2005) — пианист;
- Луиджи Бертелли[итал.] (1858—1920) — писатель;
- Алессандро Бонсанти[итал.] (1904—1984) — писатель;
- Атто Ваннуччи[итал.] (1810—1883) — историк;
- Паскуале Виллари (1827—1917) — историк;
- Энрико Ковери[итал.] (1952—1990) — модельер;
- Карло Коллоди (1826—1890) — писатель;
- Гаэтано Кьяваччи (1886—1969) — философ;
- Фелис Ле-Монье[итал.] (1806—1884) — издатель;
- Клаудио Леонарди[итал.] (1926—2010) — историк;
- Никола Лизи[итал.] (1893—1975) — писатель;
- Феруччо Мазини[итал.] (1920—1988) — литературовед;
- Чиприано Мануччи (1882—1970) — художник;
- Чиро Менотти (1798—1831) — революционер;
- Джованни Папини (1881—1956) — поэт;
- Мариетта Пикколомини (1834—1899) — оперная певица;
- Васко Пратолини (1913—1991) — писатель;
- Ренцо Риччи[итал.] (1899—1978) — актёр;
- Гаэтано Сальвемини (1873—1957) — политик;
- Томмазо Сальвини (1829—1915) — актёр;
- Джованни Спадолини (1925—1994) — политик;
- Алимондо Чампи[итал.] (1876—1939) — скульптор;
- Бруно Чиконьяни[итал.] (1879—1971) — драматург;
- Марио Чекки Гори (1920—1993) — кинопродюсер;